# 东铺镇
东铺镇，是中华人民共和国河南省信阳市罗山县下辖的一个乡镇级行政单位。

## 行政区划
东铺镇下辖以下地区：
烧盆村、新湾村、淮河桥村、孙店村、东铺村、林寨村、龙泉村、北马店村、北杨店村、吴老湾村、康店村、瀛湖村、陈大寨村、瀛冲村和黄湾村。